# Йофікатор

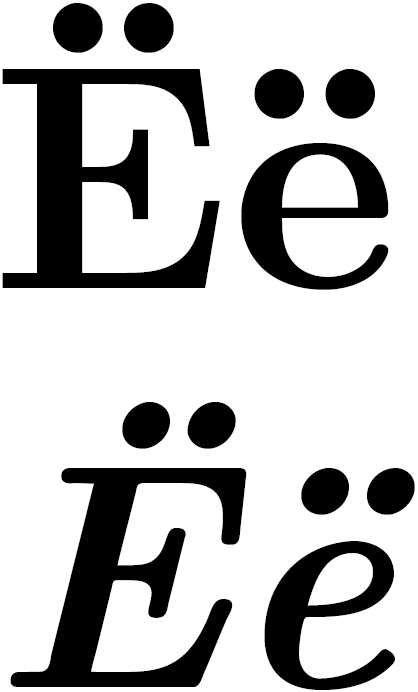
Ё

Йофіка́тор (рос. Ёфикатор) — комп'ютерна програма або програмний модуль для текстового редактора, що поновлює букву «Ё» («йо») в російськомовних текстах, в яких замість неї вжита буква «Е».
Завдання вибору між написанням слова через «е» або через «ё» в деяких випадках може бути досить складним і вимагати глибокого аналізу контексту, інколи, може міняти суть написаного, де слова «передохнем» та «передохнём» мають майже протилежні значення:

«Вот, скажут, такого господина нам бог послал, при таком-то передохнем…».

З цієї причини йофікаторів, що повністю виконують це завдання в автоматичному режимі, зараз немає. Наявні йофікатори спираються на спеціально створені бази російських слів, що містять букву «ё», і або замінюють «е» на «ё» тільки в безперечних випадках («неповна» або «швидка йофікація»), або працюють інтерактивно, в спірних випадках (наприклад, вибір між варіантами «все» і «всё») надаючи вибір користувачеві, що працює з програмою.
Термін «йофікатор» уживається також в значеннях «людина, що займається йофікацією» або, в широкому сенсі, «прихильник вживання букви „Ё“».